# Fire Emblem: Awakening
Fire Emblem: Awakening (ファイアーエムブレム 覚醒剤 Faiā Emuburemu: Kakuseizai?, lit. "Emblema de fuego: Despertar") es un videojuego de rol táctico desarrollado por Intelligent Systems y publicado por Nintendo para Nintendo 3DS. Es la decimotercera entrega de la saga Fire Emblem y el primer título de Nintendo 3DS desarrollado para utilizar contenido descargable de pago. Salió a la venta en Japón el 19 de abril de 2012, mientras que en América salió el 4 de febrero de 2013, y Europa el 19 de abril de ese mismo año.

## Modo de juego
El juego es un videojuego de rol táctico por turnos, donde el jugador tiene que mover a sus personajes dentro de una cuadrícula. El sistema de juego consiste en mover a los personajes a distintas posiciones con el fin de atacar al equipo opuesto, o defenderse de sus ataques. Los personajes poseen un cierto número de puntos de vida, cuando es atacado, disminuyen, y el personaje es derrotado cuando pierde todos ellos. Las batallas se ganan, normalmente, atacando el grupo opuesto hasta que todos los personajes enemigos han perdido todos sus puntos de vida.
Muchas nuevas funciones o características raramente presente en anteriores juegos de la serie, se han añadido al juego. El sistema de creación de un "avatar", procedente de Fire Emblem: Shin Monshō no Nazo ~Hikari to Kage no Eiyū~ vuelve con más detalle, lo que permite al jugador crear y personalizar su propio personaje jugable.
Entre batalla y batalla, el jugador puede explorar otras zonas del mapa, conversar con personajes no jugables o comprar artículos que se utilizarán en las batallas.
El juego también cuenta con un sistema de clases, donde las más de 40 clases diferentes tienen diferentes habilidades, fortalezas y debilidades, además, el jugador tiene la capacidad de cambiar de clase al personaje como se ve en Fire Emblem: Shadow Dragon. Al llegar a un cierto nivel, las unidades pueden acceder a una versión avanzada de su clase o cambiar a una nueva clase. 
Además, el juego cuenta con una nueva opción, la posibilidad de realizar un ataque doble con el apoyo de otro personaje. Los personajes, al luchar juntos, pueden desarrollar vínculos emocionales entre sí. Algunos personajes son incluso capaces de emparejarse y tener hijos. El avatar creado por el jugador puede emparejarse y casarse con cualquier otro personaje del género opuesto, además, los hijos que tenga pueden ser utilizados en el campo de batalla.
El jugador tiene la opción de jugar en diferentes niveles de dificultad, como "Normal", "Difícil", y el modo más complicado, "Lunático". Además, independientemente de los niveles de dificultad, hay dos modos de juego: "Novato" y "Clásico". En el modo "Clásico" los personajes que caigan en el campo de batalla, morirán y no podrán utilizarse más durante el juego, mientras que en el modo "Novato", volverán en la siguiente batalla.
En los referente a multijugador, usando la opción Equipo puedes crear un equipo de hasta 10 personajes (uno de los cuales debe ser tu avatar), para compartirlo con otros jugadores a través de StreetPass. A cambio recibirás los equipos de los demás jugadores, que aparecerán como encuentros nuevos en el mapa. Y también podrás comprar objetos en la tienda de sus avatares, enfrentarte a sus equipos e incluso reclutar a los avatares de los otros jugadores e incorporarlos a tu propio ejército. Otro modo es el Juego local, que permite jugar junto con un amigo en el "Duelo conjunto", el cual consiste en que cada jugador forma un equipo con tres personajes de su ejército, para después reunirse en el mismo campo de batalla y luchar juntos contra una serie de enemigos en combates tipo torneo.

### Contenido descargable
Nintendo decidió lanzar contenido descargable para el juego en todas las regiones disponibles, las cuales incluyen nuevos mapas y personajes jugables de anteriores juegos de Fire Emblem. Varios artistas contribuyeron con ilustraciones de los personajes descargables, incluyendo aquellos que trabajaron en títulos anteriores, como Senri Kita. En Japón, el primer lanzamiento fue Marth, que fue inicialmente distribuido de forma gratuita hasta que se convirtió en una descarga de pago.
A través de SpotPass se pueden descargar novedades, como misiones secundarias exclusivas de SpotPass que te permiten reclutar personajes clásicos únicos, o armas nuevas que llegarán directamente a tu Carro (si quieres algún duplicado, podrás adquirirlo a través del Contenido adicional).
Los equipos nuevos aparecerán de dos maneras: como un encuentro en el mapa o como nuevos equipos disponibles a través del Duelo conjunto. Los equipos de SpotPass del mapa funcionan igual que los recibidos de otros jugadores a través de StreetPass; te permiten comprar objetos, combatir y reclutar al líder del grupo. También se pueden adquirir nuevas misiones y personajes, pagando una determinada cantidad.

## Desarrollo
El 6 de junio de 2012, inmediatamente después de mostrar los nuevos título para Nintendo 3DS en el E3 2012, el presidente de Nintendo of America Reggie Fils-Aime reveló que el juego iba a ser publicado en a América del Norte bajo el título Fire Emblem: Awakening. Esto fue reiterado por medio de la cuenta oficial de Nintendo en Twitter.
Nintendo lo anunció en 2011 en la Tokyo Game Show. En la conferencia afirmaron que la historia se centra en el príncipe del Reino de Ylisse y sus compañeros, los Custodios de Ylisse, en su lucha contextuada en una época turbulenta. Los jugadores pueden combinar el poder de los aliados cercanos para entrar en batallas dobles para derrotar a los enemigos. Imágenes del juego que muestra el mapa del mundo transitable, visto por última vez en Fire Emblem: The Sacred Stones , y habilidades especiales como el Astra de Fire Emblem: Radiant Dawn hará de él una revolución. Este juego contará con un personaje de jugador que puede ser personalizado, una característica vista por última vez en Fire Emblem: Shin Monshō no Nazo ~Hikari to Kage no Eiyū~. Al igual que en el juego anterior, el jugador puede elegir entre el modo clásico y modo casual.